# Regimentul VII Racova No. 25
Regimentul VII Racova No. 25 a fost o unitate de infanterie, de nivel tactic, din trupele permanente ale Armatei României. Unitatea a fost înființată în 1891 prin fuziunea Regimentului VII de Linie - înființat în 1860 și Regimentului 25 Dorobanți, înființat în 1880. Pe tot parcursul existenței sale a făcut parte din organica Brigăzii 15 Infanterie, fiind dislocat la pace în garnizoana Vaslui. La mobilizare, regimentul constituia încă o unitate, Regimentul 65 Infanterie, din rezerviști proveniți din Cercul de recrutare „Vaslui”.:p. 135